# Cordioniscus graecus
Cordioniscus graecus är en kräftdjursart som beskrevs av Albert Vandel 1958. Cordioniscus graecus ingår i släktet Cordioniscus och familjen Styloniscidae. Inga underarter finns listade i Catalogue of Life.